# Cuestión alemana

Europa central hacia 1820. Aparecen el Reino de Prusia (azul), el Imperio austriaco (amarillo) y los estados alemanes independientes (gris). La línea roja marca la frontera de la Confederación Alemana; tanto Prusia como Austria controlan tierras fuera de la Confederación.

La Cuestión alemana fue un debate en el siglo XIX, especialmente durante las revoluciones de 1848, sobre la mejor manera de lograr la unificación de Alemania. Entre 1815 y 1866 existieron en la Confederación Alemana 37 Estados independientes de habla alemana. La Großdeutsche Lösung («Gran solución alemana») favorecía la unificación de todos los pueblos germanófonos bajo un mismo estado, y fue promovida por el Imperio austriaco y sus partidarios. El Kleindeutsche Lösung («Pequeña solución alemana») sólo pretendía unificar los estados del norte de Alemania y no incluía a Austria; esta propuesta fue apoyada por el Reino de Prusia.
Las soluciones también se denominan con los nombres de los estados que propusieron crear, Kleindeutschland y Großdeutschland («Alemania menor» y «Gran Alemania»). Ambos movimientos formaban parte de un creciente nacionalismo alemán. Estos movimientos fueron contemporáneos de esfuerzos similares para crear un Estado nación de personas que compartían una etnia y un idioma comunes, como la unificación de Italia por la Casa de Saboya y la Revolución serbia.

## Contexto
En geografía política no existe una Alemania propiamente dicha de la que hablar. Hay reinos y grandes ducados, y ducados y principados, habitados por alemanes, cada uno de ellos gobernado separadamente por un soberano independiente con toda la maquinaria de un Estado. Sin embargo, existe una corriente subyacente natural que tiende a un sentimiento nacional y a una unión de los alemanes en una gran nación, gobernada por un jefe común como unidad nacional.
The New York Times, 1 de julio de 1866.

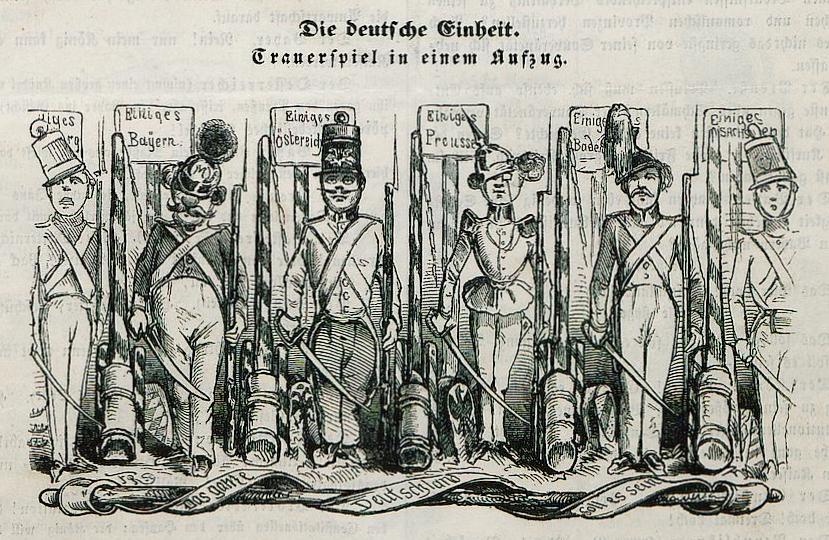
La unidad alemana como un fiasco, donde cada estado aparece por separado. Viñeta del Münchner Leuchtkugeln, 1848

El 6 de agosto de 1806, el emperador de los Habsburgo Francisco II abdicó del trono del Sacro Imperio Romano Germánico en el transcurso de las Guerras Napoleónicas contra Francia, poniendo fin así al Imperio que había mantenido unida oficialmente a Alemania durante un milenio. A pesar de incluir el término «germánico» en su nombre, el Sacro Imperio Romano nunca había sido un Estado nación. En su lugar, sus gobernantes a lo largo de los siglos tuvieron que hacer frente a una continua pérdida de autoridad con respecto a los Estados Imperiales que lo constituían. La desastrosa guerra de los Treinta Años resultó especialmente fatal para la autoridad del emperador, a medida que las entidades más poderosas, la Monarquía Austriaca de los Habsburgo y Brandeburgo-Prusia, evolucionaron hasta convertirse en potencias absolutistas rivales con territorios que sobrepasaban las fronteras imperiales. Mientras tanto, multitud de pequeñas ciudades-estado se independizaron. En el siglo XVIII el Sacro Imperio Romano Germánico consistía en más de 1800 territorios separados gobernados por distintas autoridades.
Este fenómeno del dualismo alemán culminó en un principio con la guerra de sucesión austriaca y duró más que la Revolución francesa y la dominación europea de Napoleón. Ante la disolución del Sacro Imperio Romano, la Casa de Habsburgo gobernante proclamó el Imperio austriaco en las tierras de la Monarquía de los Habsburgo, conservando el título imperial. La restauración de 1815 por el Congreso de Viena estableció la Confederación Alemana, que no era una nación sino una mera asociación de estados soberanos en el territorio del antiguo Sacro Imperio.
Mientras que una serie de factores influyeron en el debate, el más prominente fue la religión. La Großdeutsche Lösung habría implicado una posición dominante para la Austria católica, el estado alemán más grande y poderoso a principios del siglo XIX. Como resultado, los católicos y los estados amigos de Austria generalmente favorecieron una Großdeutschland. Una unificación de Alemania liderada por Prusia significaría la dominación del nuevo estado por la protestante Casa de Hohenzollern, una opción más aceptable para los estados protestantes del norte de Alemania. Otro factor que complicaba la situación era la presencia en el Imperio austriaco de un gran número de pueblos no alemanes, como húngaros, rumanos, serbios, croatas y checos. Los austriacos eran reacios a entrar en una Alemania unificada si eso significaba abandonar sus territorios no germanófonos.

## Revolución de Marzo

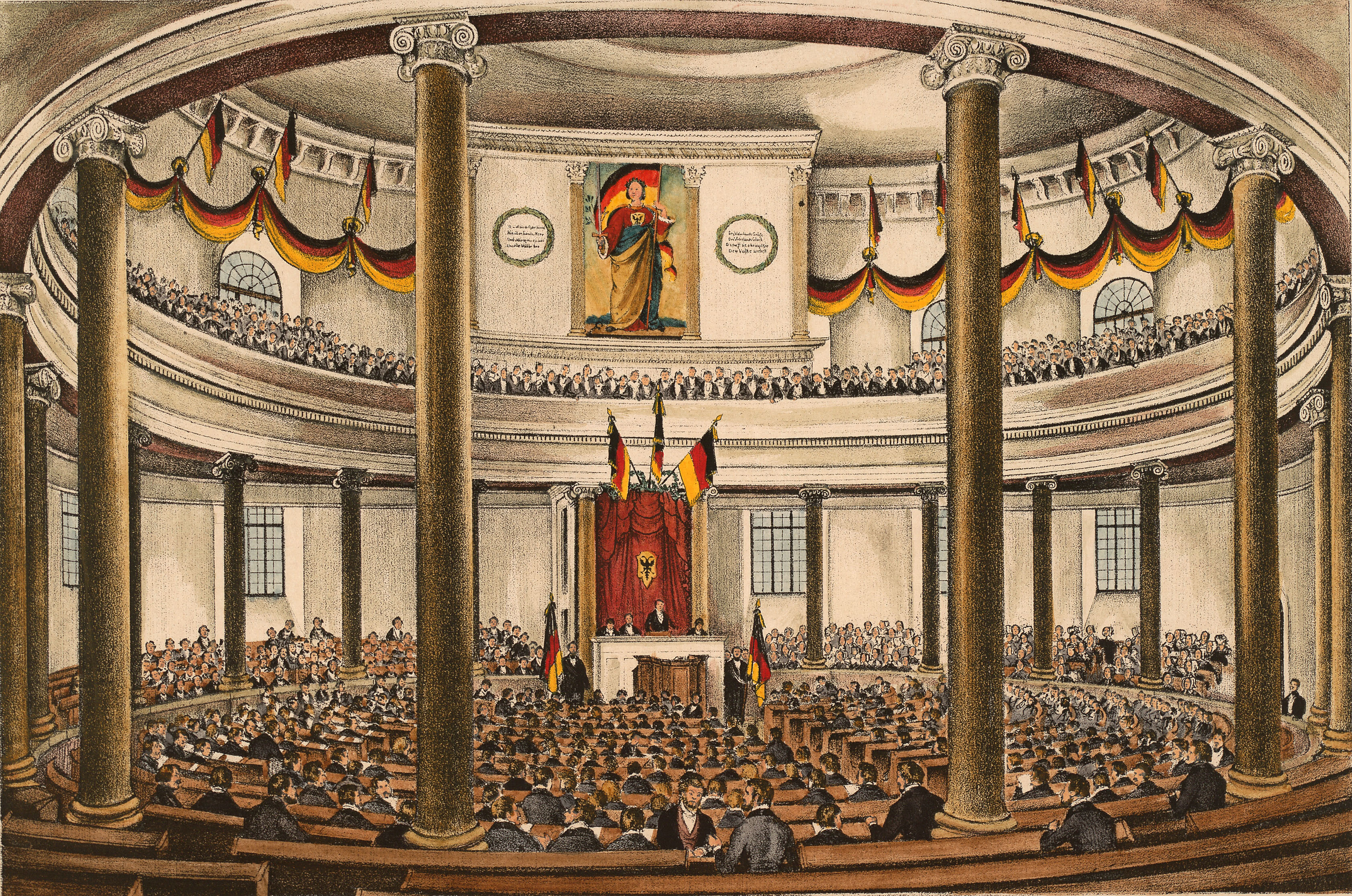
Reunión del Parlamento de Fráncfort en la iglesia de San Pablo de Fráncfort

En 1848, los liberales y nacionalistas alemanes se unieron en la revolución, formando el Parlamento de Fráncfort. El gran movimiento alemán dentro de esta Asamblea Nacional exigió la unificación de todas las tierras pobladas por alemanes en una sola nación. En general, la izquierda favoreció una Großdeutsche Lösung republicana, mientras que el centro liberal favoreció la Kleindeutsche Lösung con una monarquía constitucional.
Aquellos que apoyaban la opción Großdeutsche sostenían que, puesto que los Habsburgo habían gobernado el Sacro Imperio Romano durante 400 años, Austria era el país más adecuado para dirigir la nación unificada. Sin embargo, Austria suponía un problema porque los Habsburgo dominaban grandes extensiones de territorios no germanófonos. La mayor de esas zonas era el Reino de Hungría, que también incluía grandes poblaciones eslovacas, rumanas y croatas. Además, incluía numerosas posesiones con poblaciones predominantemente no alemanas, entre ellas checos en las tierras de Bohemia, polacos, rusos y ucranianos en Galitzia y Lodomeria, eslovenos en Carniola e italianos en el Reino lombardo-véneto y Trento, que aún formaba parte de las tierras de la corona tirolesa, formando la mayor parte del Imperio austriaco. A excepción de Bohemia, Carniola y Trento, estos territorios no formaban parte de la Confederación Alemana porque no habían formado parte del antiguo Sacro Imperio Romano Germánico y ninguno de ellos deseaba ser incluido en un Estado nacional alemán. El político checo František Palacký rechazó explícitamente el mandato ofrecido a la asamblea de Frankfurt, afirmando que las tierras eslavas del Imperio Habsburgo no eran objeto de los debates alemanes. Por otra parte, para el primer ministro austriaco, el príncipe Félix de Schwarzenberg, sólo una adhesión del imperio de los Habsburgo en su conjunto era aceptable porque no tenía ninguna intención de separarse de sus posesiones no alemanas y descomponerse para permanecer en un imperio totalmente alemán.
Así, algunos miembros de la asamblea y en concreto Prusia promovieron la Kleindeutsche Lösung, que excluyó a todo el Imperio austriaco con sus posesiones alemanas y no alemanas. Argumentaron que Prusia, como única gran potencia con una población predominantemente germanoparlante, debía liderar la Alemania unificada. Sin embargo, el proyecto de constitución preveía la posibilidad de que Austria se adhiriera más tarde sin sus posesiones no alemanas. El 30 de marzo de 1849, el parlamento de Frankfurt ofreció la corona imperial alemana al rey Federico Guillermo IV de Prusia, que la rechazó. La revolución fracasó y varios intentos subsecuentes del príncipe Schwarzenberg de construir una federación alemana encabezada por Austria quedaron en nada.

## Guerra austro-prusiana y guerra franco-prusiana
Estos esfuerzos terminaron finalmente con la humillante derrota de Austria en la guerra austro-prusiana de 1866. Tras la paz de Praga, el canciller prusiano Otto von Bismarck, ya al mando de la política alemana, persiguió la expulsión de Austria y logró unir a todos los Estados alemanes excepto a Austria bajo la dirección prusiana, mientras que las tierras de los Habsburgo fueron sacudidas por conflictos étnicos nacionalistas, sólo resueltos superficialmente con el compromiso austrohúngaro de 1867.
Al mismo tiempo, Bismarck estableció la Confederación Alemana del Norte, tratando de evitar que los católicos austriacos y bávaros en el sur fueran una fuerza predominante en una Alemania prusiana principalmente protestante. Utilizó con éxito la guerra franco-prusiana para convencer a los otros estados alemanes, incluido el Reino de Baviera, de que se mantuvieran junto a Prusia contra el Segundo Imperio Francés; el nuevo Imperio austrohúngaro no participó en la guerra. Tras la rápida victoria de Prusia, el debate se decidió a favor de la Kleindeutsche Lösung en 1871. Bismarck utilizó el prestigio obtenido por la victoria para mantener la alianza con Baviera y proclamó el Imperio alemán. La Prusia protestante se convirtió en el poder dominante del nuevo estado, y Austria-Hungría quedó excluida, permaneciendo como un estado independiente.